# کارلوس آنتونیو لوپز
کارلوس آنتونیو لوپز (انگلیسی: Carlos Antonio López؛ ۴ نوامبر ۱۷۹۲ – ۱۰ سپتامبر ۱۸۶۲) رهبر و رئیس جمهور کشور پاراگوئه از سال ۱۸۴۴ تا ۱۸۶۲ بود. پس از مرگ وی پسر بزرگش فرانسیسکو سولانو لوپز به عنوان رئیس جمهور انتخاب شد.